# Strelitzia nicolai
Strelitzia nicolai — багаторічна рослина з роду Стрелітція родини Стрелітцієвих. Ендемік Південної Африки. Маловідома декоративна і харчова культура.

## Назва
У 1789 році ботаніком Джозефом Бенксом був описаний перший представник цього роду — стрелітція королівська, яка отримала свою назву на честь правлячої на той час англійської королеви Шарлотти (уродженої принцеси Макленбург-Стрелицької). Екзотична рослина справила велика враження на збирачів ботанічних колекцій.
У середині XIX сторіччя з експедиції по Південній Африці до Санкт-Петербургу привезли паросток, дуже схожий на стрелітцію королівську. Втім, коли у 1853 році ця особина почала квітнути, стало зрозуміло, що це інший вид. У 1858 році очільник Імператорського ботанічного саду Едуард Регель разом з Фрідріхом Кьорніке склали науковий опис нового таксона і привласнили йому видову назву «nicolai». У літературі поширені свідчення, начебто Регель вчинив за прикладом Бенкса і назвав рослину на честь російського царя Миколи I. Насправді оригінальний опис стверджує, що Strelitzia nicolai назвали на честь третього сина царя — Великого князя Миколи Миколайовича.

## Опис

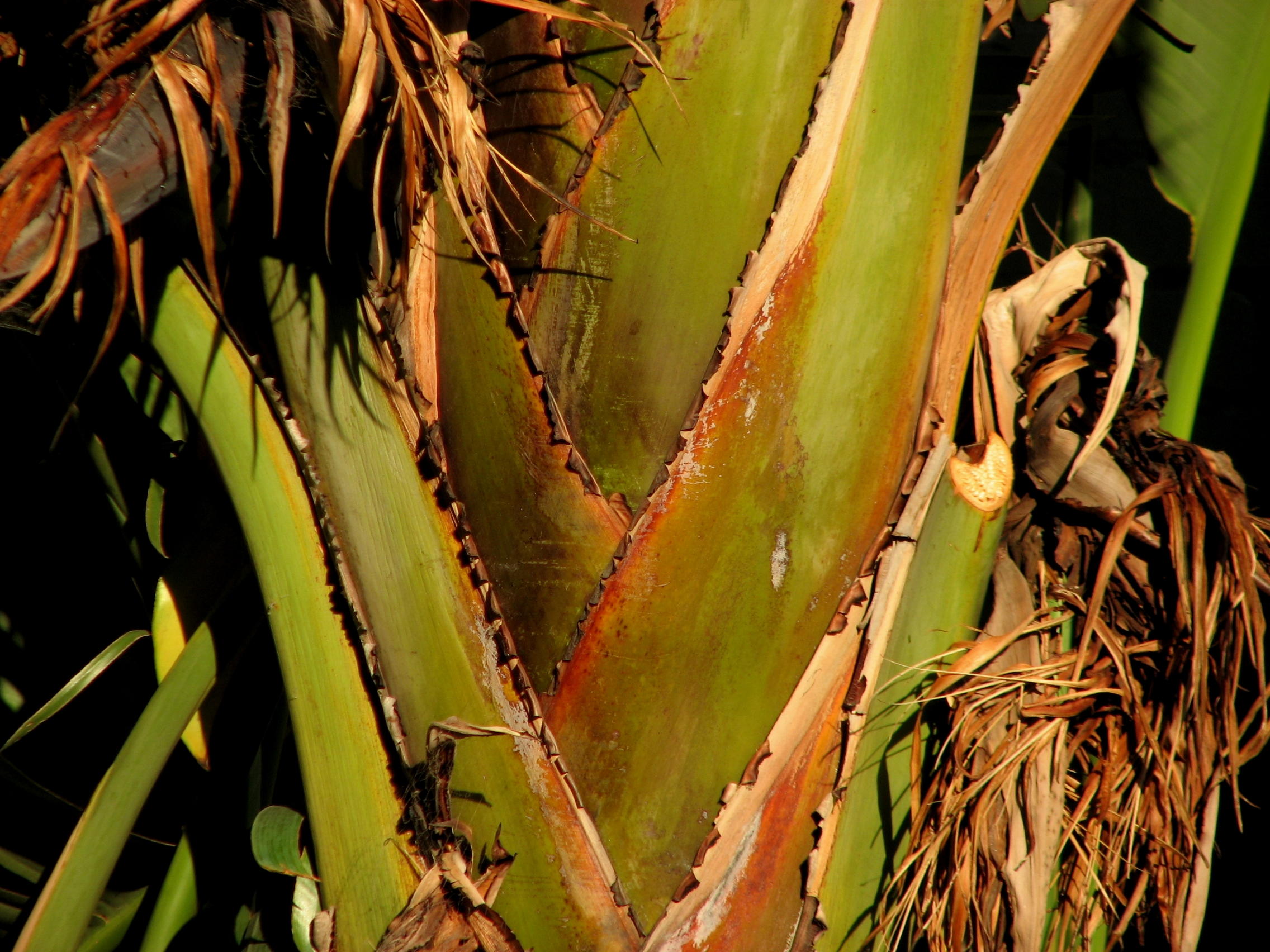
Несправжній стовбур, утворений основами листкових черешків

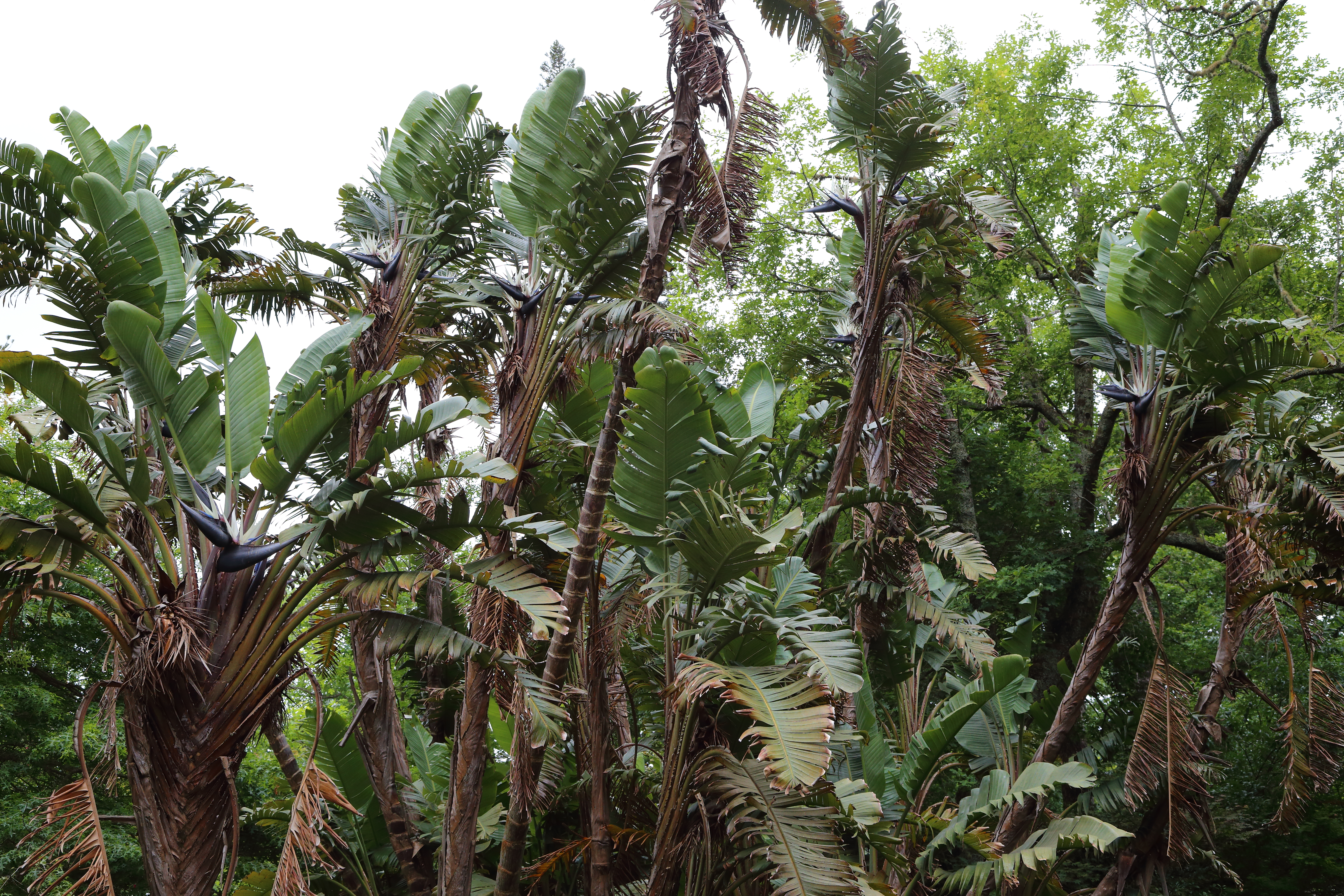
Типовий вигляд старих особин із розсіченим листям

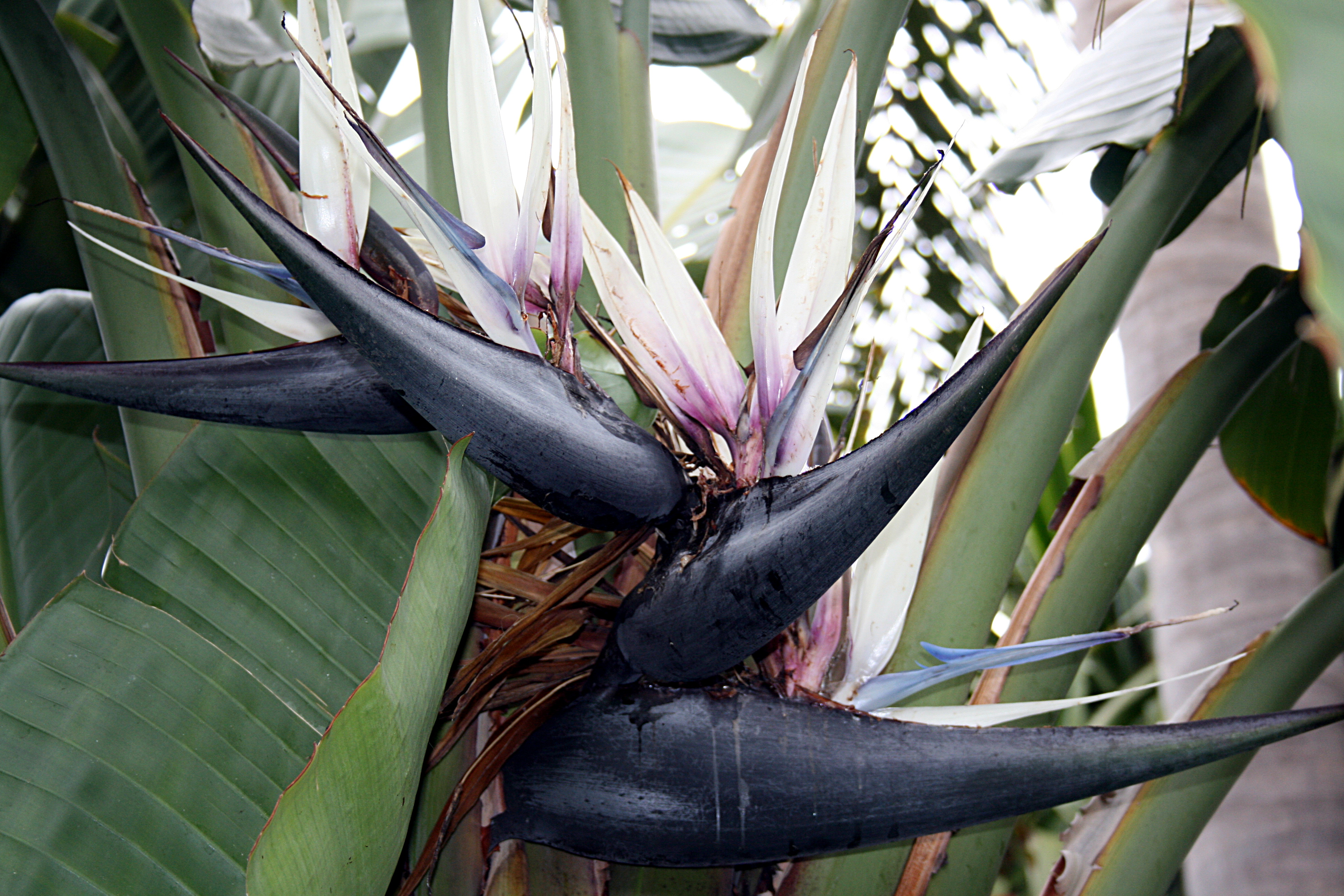
Суцвіття

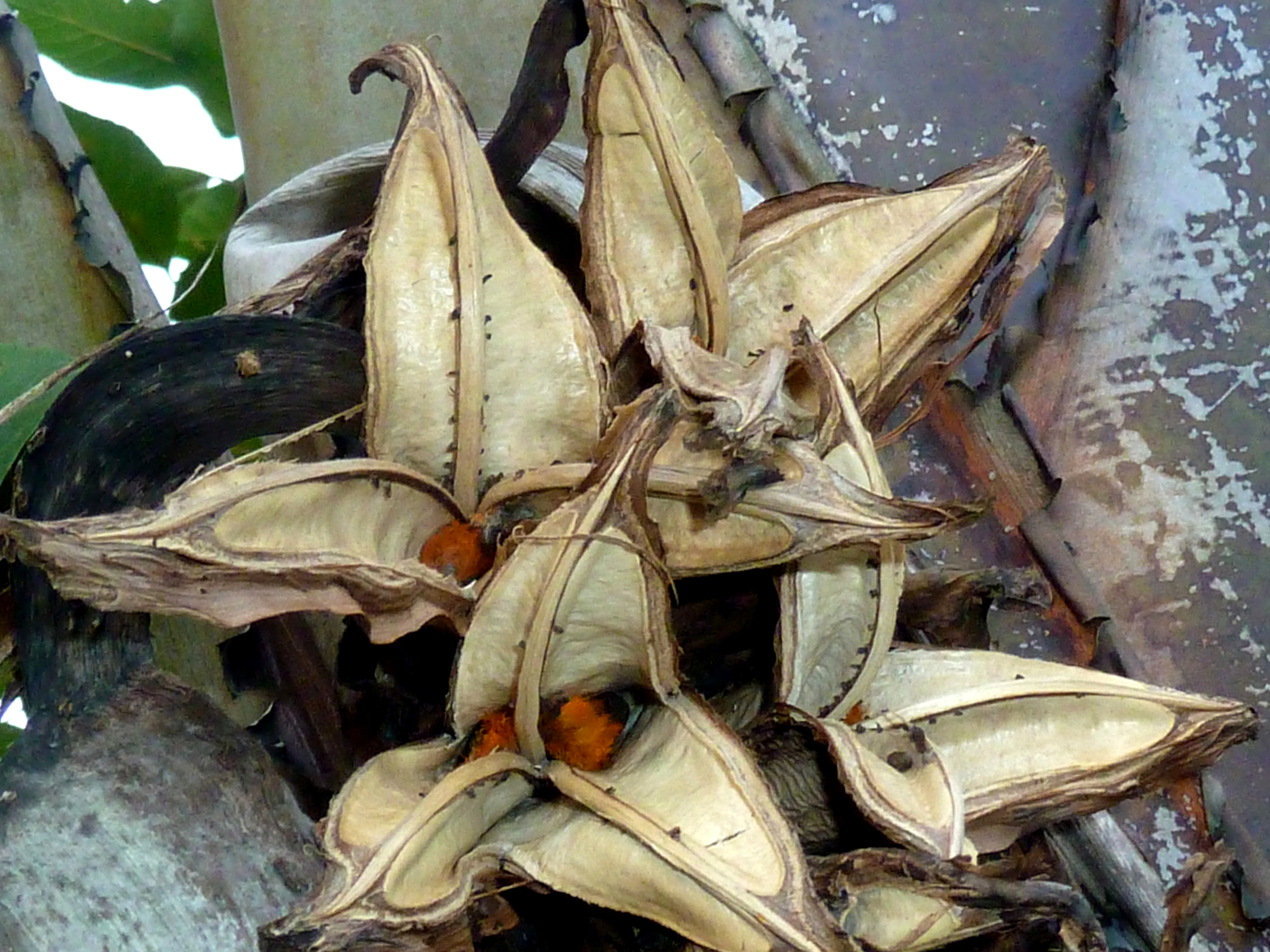
Розкриті плоди з насінинами усередині

Вічнозелена трав'яниста рослина заввишки 3-10 (зрідка до 12) м, завширшки до 4 м, загалом схожа на банан. Кореневище розгалужене. Черешки листків утворюють декілька несправжніх стебел сірого або коричнюватого кольору, у старих особин на них помітні листкові рубці або й залишки відмерлого листя. Черешки голі, довгі, товсті, у нижній частині жолобчасті. Листки розташовані в одній площині, тому їх сукупність нагадує віяло, у старих особин вони зберігаються лише на верхівці «стовбурів». Листки завдовжки до 2 м, прості, еліптичні, цілокраї, хоча досить часто бувають пошматовані вітром так, що здаються пірчастими. Поверхня листкової пластинки гола, шкіряста, дещо лискуча, сіро-зелена. Жилкування пірчасте, центральна жилка дуже товста і добре виділяється на нижньому боці листка.
Суцвіття складне, воно містить кілька видозмінених завитків, розташованих одне над одним, кожен зі своїм приквітком. Загалом у суцвітті може міститися до 5 квіток. Приквітки великі (до 50 см завдовжки), цупкі, човникоподібної форми, темно-сині (біля основи виглядають чорними, у середині і кінці — сірими), у повному розквіті розташовані майже горизонтально або піднесені під невеликим кутом вгору. Квітки великі, сидячі, двостатеві, зигоморфні, без запаху. Оцвітина тричленна, дворядна. Чашолистки довгасто-яйцеподібні, вільні, білі. Пелюстки насичено-блакитні або сині (дуже рідко — білі), з них дві зростаються разом на кшталт стріли й охоплюють пружний стовпчик і 5 тичинок. Плід — дерев'яниста, трилопатева, розкривна коробочка. Насінини великі, кулясті, чорні, з принасінником у вигляді смужки яскраво-помаранчевих волосків.
На відміну від інших представників роду, надземні частини яких мають слабкі отруйні властивості, Strelitzia nicolai не містить токсичних речовин. Натомість виявлено, що помаранчевий колір принасінників зумовлений наявністю у них білірубіну — пігменту, притаманного тваринам і дуже рідкісному у світі рослин.

## Екологія та поширення
Це світлолюбний, відносно посухостійкий вид, який зростає серед дюн та у прибережних лісах. Рослина стійка до дії вітрів і солоних морських аерозолів (дрібних бризок), проте не терпить приморозків, різкої зміни денної і нічної температури.
Квітне протягом усього року, але пік цвітіння припадає на весну-літо. Квіти запилюються нектарками Hedydipna collaris і Cyanomitra olivacea. Плодоносить у березні-липні. Розмножується насінням, яке розповсюджують птахи Cercotrichas signata, Phoeniculus purpureus, червоноголові горихвістки, звичайні майни, а також кореневими паростками. Квітами і принасінниками цієї рослини живляться мавпи Chlorocebus pygerythrus і Cercopithecus albogularis, а виключно квітами — дукери Philantomba monticola. Стебла особин, що зростають на берегах річок, стають прихистком для жаб і качок.
Ареал Strelitzia nicolai охоплює терени південноафриканських провінцій Квазулу-Наталь та Східної Капської, де більшість популяцій зосереджена між річкою Грейт-Фіш та містом Ричардс-Бей. Окремі осередки розташовані також у прилеглих районах Мозамбіка, Ботсвани й Зімбабве. Рослина завезена до Мексики і натуралізована у штаті Веракрус.

## Застосування
У теплих країнах Strelitzia nicolai вирощують у садах і парках, використовуючи її як тло для менш високих рослин. У помірному кліматі цей вид, враховуючи його великі розміри, представлений переважно в колекціях ботанічних садів, а в промисловому і аматорському квітникарстві не застосовується. На своїй батьківщині Strelitzia nicolai має також обмежене господарське значення: з її черешків виготовляють мотузки для побудови рибних пасток і примітивних хиж. Недостигле насіння їстівне, з нього виробляють борошно, а принасінники смажать.
Для розмноження насінням його висівають у суміш із рівних частин компосту і піску, загортають тонким шаром цього субстрату і тримають його помірно зволоженим. Перший рік сіянці вирощують у затінку. Дорослі особини добре почувають себе у напівзатінку чи при повному освітленні, вони вимагають великих ємностей, помірного зволоження і поживного ґрунту.

## Синоніми
- Strelitzia alba subsp. nicolai (Regel & K.Koch) Maire & Weiller
- Strelitzia quensonii Lem.[1]